# Arabis brachycarpa
Arabis brachycarpa är en korsblommig växtart som beskrevs av Franz Josef Ivanovich Ruprecht. Arabis brachycarpa ingår i släktet travar, och familjen korsblommiga växter. Inga underarter finns listade i Catalogue of Life.